# Kees Kist
Kees Kist es un futbolista neerlandés retirado (Steenwijk, Overijssel, 7 de agosto de 1952). No estuvo en Mundiales, pero sí en la Eurocopa 1976 y la Eurocopa 1980. Aprovechaba su agilidad para convertir tanto dentro como fuera del área.

## Trayectoria
Se trata del primer neerlandés que ganó la preciada Bota de Oro y el gran mérito de esa conquista radica en que lo hizo jugando con el modesto AZ. Kist llegó al conjunto del Alkmaar en 1972 y en su quinta temporada le comenzó a darle batalla a los legendarios Willy van der Kuijlen y Ruud Geels goleadores de los poderosos PSV y Ajax. Entre 1977 y 1980 Kist, escribió su nombre entre los mejores anotadores de la Eredivisie y en las dos últimas campañas de ese lapso culminó como el ariete más efectivo. A pesar de ser el máximo anotador europeo, la liga no se le dio hasta que el AZ la ganó en 1981.

### Goles y partidos
| Equipo                                  | País         | Temporadas | Partidos | Goles |
| --------------------------------------- | ------------ | ---------- | -------- | ----- |
| SC Heerenveen                           | Países Bajos | 1970-1972  | 0        | 0     |
| AZ Alkmaar                              | Países Bajos | 1972-1982  | 323      | 196   |
| Paris Saint Germain                     | Francia      | 1982-1983  | 34       | 12    |
| FC Mulhouse                             | Francia      | 1983-1984  | 27       | 10    |
| SC Heerenveen                           | Países Bajos | 1984-1985  | 49       | 15    |
| AZ Alkmaar                              | Países Bajos | 1985-1987  | 39       | 17    |
| Selección de fútbol de los Países Bajos | Países Bajos | 1975-1980  | 21       | 4     |
| TOTAL                                   | TOTAL        | TOTAL      | 493      | 254   |

### Participaciones en la Eurocopa
| Eurocopa      | Sede                | Resultado      | PJ | Goles | Prom. |
| ------------- | ------------------- | -------------- | -- | ----- | ----- |
| Eurocopa 1976 | Yugoslavia          | Tercer puesto  | 1  | 0     | 0,00  |
| Eurocopa 1980 | Alemania Occidental | Fase de grupos | 3  | 3     | 1,00  |